# Купьяк
Купья́к (фр. Coupiac, окс. Copiac) — коммуна во Франции, находится в регионе Окситания. Департамент — Аверон. Входит в состав кантона Сен-Сернен-сюр-Ранс. Округ коммуны — Мийо.
Код INSEE коммуны — 12080.
Коммуна расположена приблизительно в 550 км к югу от Парижа, в 100 км северо-восточнее Тулузы, в 45 км к югу от Родеза.

## Население
Население коммуны на 2008 год составляло 473 человека.
| 1962 | 1968 | 1975 | 1982 | 1990 | 1999 | 2008 |
| ---- | ---- | ---- | ---- | ---- | ---- | ---- |
| 602  | 662  | 663  | 718  | 629  | 535  | 473  |

## Экономика
В 2007 году среди 307 человек в трудоспособном возрасте (15—64 лет) 213 были экономически активными, 94 — неактивными (показатель активности — 69,4 %, в 1999 году было 68,9 %). Из 213 активных работали 198 человек (110 мужчин и 88 женщин), безработных было 15 (6 мужчин и 9 женщин). Среди 94 неактивных 30 человек были учениками или студентами, 32 — пенсионерами, 32 были неактивными по другим причинам.

## Достопримечательности
- Дом XVI века. Памятник истории с 1974 года[3]
- Замок Купьяк[англ.] (XIII век). Памятник истории с 1928 года[4]

## Фотогалерея

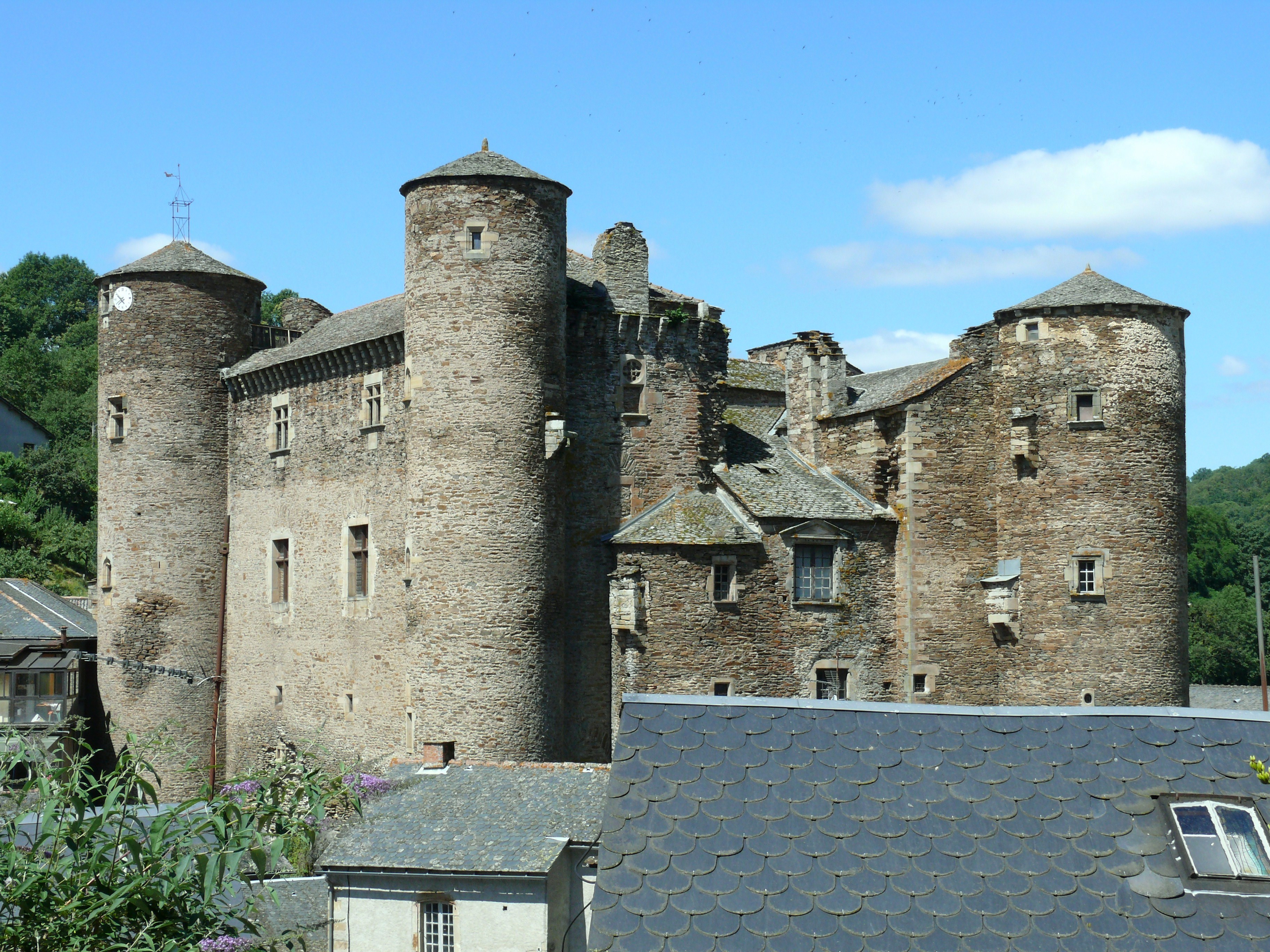
Замок Купьяк
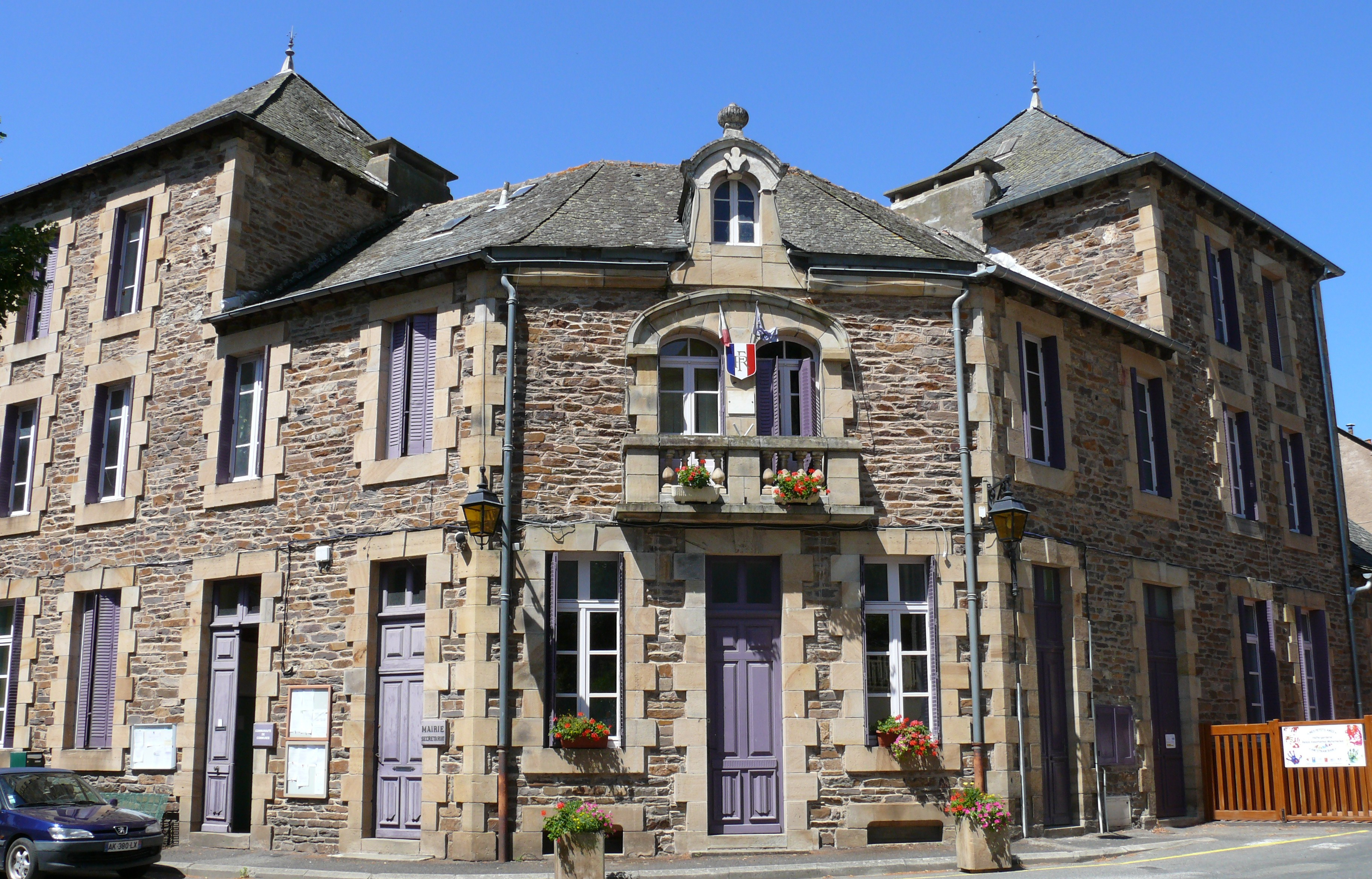
Мэрия
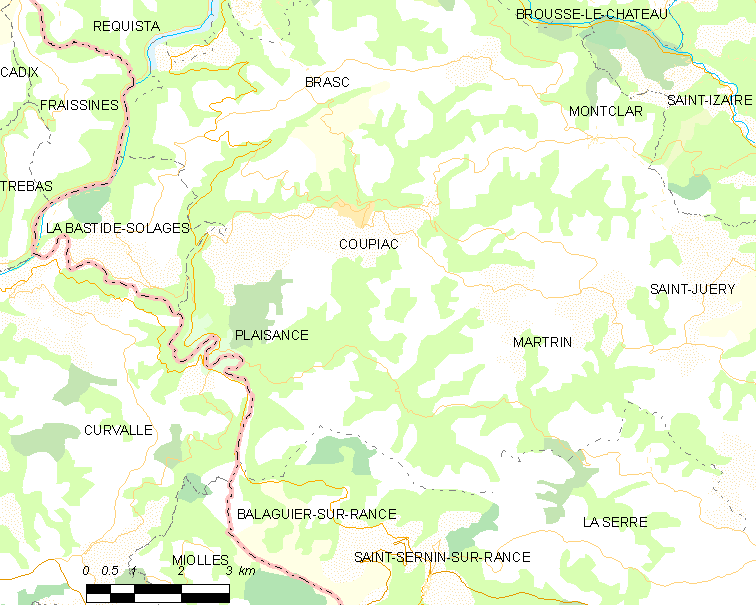
Карта коммуны